# Lerici
Lerici é uma comuna italiana da região da Ligúria, Província da Spezia, com cerca de 11.075 habitantes. Estende-se por uma área de 15 km², tendo uma densidade populacional de 738 hab/km². Faz fronteira com Ameglia, Arcola, La Spezia, Sarzana.

## Demografia
| Variação demográfica do município entre 1861 e 2011                               |
|                                                                                   |
| Fonte: Istituto Nazionale di Statistica (ISTAT) - Elaboração gráfica da Wikipedia |